# Saskia De Coster
Saskia A. J. De Coster (Leuven, 28 januari 1976) is een Vlaams auteur. Ze schreef onder andere Eeuwige Roem (2006), Wij en ik (2013) en Nachtouders (2019) waarvoor ze meerdere onderscheidingen kreeg.

## Biografie
Saskia De Coster is geboren 1976. Ze was al op jonge leeftijd actief bezig met schrijven. In 1989 leverde haar dat de titel op van nationaal laureaat in de Junior Journalist wedstrijd op. Op haar achttiende ging De Coster naar Leuven om aan de KU Leuven Germaanse Talen te studeren (1994-1998). Ze rondde de studie succesvol af in 1998, om onmiddellijk opnieuw te beginnen aan een master in de literatuurwetenschap (1998-1999). Ze studeerde literatuurwetenschap aan het UBC in Vancouver, Canada.
De Coster heeft een zoon.

## Werk
De Coster debuteerde in 2000 met Onder elkaar, een duister verhaal over de desintegratie van een ongewone familie, nog verschenen in het voormalige tijdschrift Nieuw Wereldtijdschrift. Ondertussen laat De Coster, die ook actief is als beeldend kunstenaar (ze stelde eerder al schilderijen en installaties tentoon) en videaste, zich opmerken met eigenzinnige stukken in de bijlage M van De Morgen.
Sinds 2002 nam Saskia De Coster veelvuldig deel aan festivaloptredens in Vlaanderen en Nederland (onder meer De Nachten Antwerpen, Het Groot Beschrijf, Passa Porta, Crossing Border en Inktaap), lezingen in bibliotheken in Vlaanderen en Nederland, vraaggesprekken voor publiek, gespreksavonden, panels en debatten. Ze reisde doorheen Zuid-Afrika, Stellenbosch en Kaapstad in 2005. In 2007 nam ze deel aan Saint-Amour, in 2011 aan Te Gek voor Woorden?!, beide van Behoud de Begeerte. In 2009 toerde ze doorheen Tsjechië en vertegenwoordigde ze België op de International Book Fair. Ze was ook te zien op meerdere festivals waaronder Sarajevo boekfestival (2018), Kortverhalenfestival Passa Porta (2018), Bloemfontein-festival in Zuid-Afrika (2019)
Tijdens de Frankfurter Buchmesse, met als Schwerpunkt Gastland Vlaanderen en de Nederlanden, in de categorie fictie proza werd  Wij en Ik naar voren geschoven als een van de highlights.
In 2016 deed De Coster mee aan een luik van de herdenking van de Eerste Wereldoorlog in samenwerking met artiesten. Zo kwam het Woordfront waarbij, tijdens een optocht doorheen Tielt, teksten werden gescandeerd.
Saskia De Coster werkt geregeld samen met andere beeldende kunstenaars, onder andere met Arno Geens.
Samen met videast Nicolas Provost bracht ze in november 2009 een graphic novel uit. Samen met de
Canadese regisseur Karen Vanderborgt heeft ze een kortfilm gemaakt. Ze voorzag tekst bij het werk van schilder Robert Devriendt en de expo Rogier van der Weyden, met werk van onder meer Fabre, De Cordier en Dujourie, die eveneens in het najaar 2009 opende.

### Publicaties
Columns en media

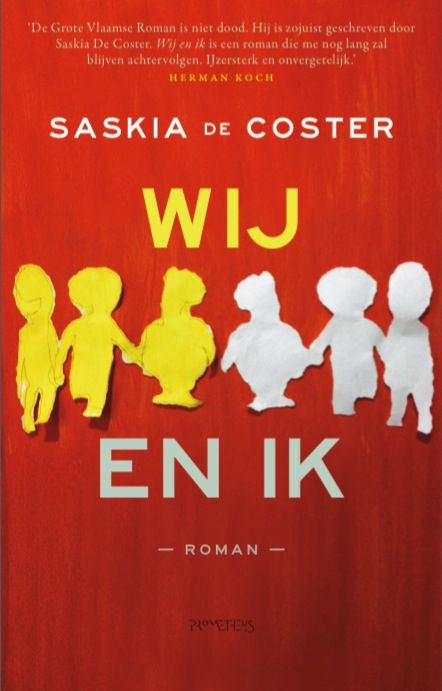
Cover Wij en Ik

De Coster is sinds 2008 actief als columniste. Tussen 2008 en 2010 was dit voor De Standaard waarna ze sinds 2010 schrijft voor De Morgen. Daarnaast schreef ze ook een column in 2013 en 2014 voor het looptijdschrift running.be
Romans
- Vrije Val (2002, Bert Bakker)
- Jeuk (2004, Bert Bakker)
- Eeuwige Roem (2006, Prometheus)
- Held (2007, Prometheus)
- Dit is van Mij (2009, Prometheus)
- Oh Jackie O! - Mode, mannen en mysterie.(2011, Feeling) Een spannende catwalk-krimi
- Zusjes (2012, Manteau), in 2020 heruitgegeven
- Wij en ik (2013, Prometheus), in de boeken Top Tien, als nummer 1, in maart 2013.
- Wat alleen wij horen (2015, Prometheus)
- Nachtouders (Februari 2019, Das Mag), werd gelanceerd met #nachtouders op sociale media, waarbij prominenten en andere hun ervaringen delen over de wisselvalligheden in het ouderschap en twijfel aan jezelf als goede ouder.
- De Weddenschap bij (Mei 2020, Das Mag), een wraaknovelle.
- Net echt (2023, Das Mag Uitgeverij B.V.)

Kinderboeken
- De Gouden Kooi (2014), vertaald sprookje van Anna Castagnoli.

Kortverhaal en essay
- Essay (2018), in ‘de wereld in jezelf’, samengesteld door Nina Polak en Joos de Vries
- Dikke bult (2019), in De toekomst is fantastisch’
- augustus(2019), voor festivalkrant van muziekfestival Best Kept Secret.
- september (2019), essay MeToo in Academia in Knack Magazine

### Beeldende kunst
- 2012: samenwerking met Arne Quinze aan twee grote projecten: My Secret Garden en Rock Strangers. My Secret Garden was een grote installatie van 1200 vierkante meter in de Kunsthal in Rotterdam. Rock Strangers is een permanente installatie op de zeedijk in Oostende. Op Quinzes vraag heeft De Coster meegewerkt aan twee films en twee boeken met verhalen geïnspireerd op zijn werk, dus geen bejubelende essays maar zijn werk als vertrekpunt voor de fantasie van De Coster. De boeken en documentaires zijn vertaald naar het Engels, Frans en Duits.
- 2017: Kunstenfestival Watou, samen met klankinstallatie van Inne Eysermans. De Coster schrijft en schildert een volledig arbeidershuis vol in vier dagen en nachten. Hierover werd een kortfilm gemaakt door Griet Plets.
- 2018: Theater aan Zee, Ropeproject, een samenwerking met kunstenaar Ief Spincemaille.

### Muzikale samenwerkingen
2016 single van Amatorski ‘walking with a passerby’, een sound performance geschreven en uitgevoerd door De Coster en Eysermans (Crammed Disks, 2016).
Sound performances ism muzikante Inne Eysermans (Amatorski, Velmaspel) - zie interview met Inge Schelstraete in De Standaard over hoorspelen en het heropleven van podcasts.
Ook daar was De Coster een voorloper.
Optredens op onder andere het EMF Electronic Music Festival in Bozar, op vele plekken in Duitsland in het kader van het gastlandschap met de performance ’21’ (vertaald in Engels, Frans en Duits).

## Onderscheidingen
De auteur behaalde de Interuniversitaire Literaire Prijs aan de Katholieke Universiteit Leuven en de Cutting Edge Award in 2007.
De Coster werd genomineerd voor de BNG Nieuwe Literatuurprijs 2006, 2007 en 2013 en de SABAMprijs 2008.
De roman Held werd genomineerd voor de BNG Nieuwe Literatuurprijs en behaalde de longlist van de AKO Literatuurprijs. Haar roman Dit is van mij stond op de longlist van de AKO Literatuurprijs en de Gouden Uil. Ze behaalde de Opzij Literatuurprijs voor 'Wij en ik’ in 2014.
In december 2019 wordt Nachtouders door VRT Nieuws uitgeroepen tot een van de twintig boeken die 2019 hebben veranderd. Het boek kwam ook op de shortlist van de Libris Literatuur Prijs 2020.

## Affaire Devisch
Op 20 september 2008 publiceerde de De Standaard een lezersbrief van oud-Boerenbondvoorzitter Noël Devisch, waarin kritiek wordt geuit op een stuk van zijn opvolger Piet Vanthemsche over de productie en consumptie van vlees. Achteraf bleek echter dat Devisch de brief nooit geschreven had, maar dat deze afkomstig was van De Coster, wat ze later bekende. De schrijfster gaf als reactie dat de lezersbrief bedoeld was als grap en dat ze niet had verwacht dat mensen echt zouden denken dat de brief daadwerkelijk door Devisch zou zijn geschreven. Devisch daagde haar echter voor het gerecht en ze moest zich voor de Brusselse correctionele rechtbank verantwoorden voor het gebruik van een valse naam. De Standaard zegde de samenwerking met De Coster, die een maandelijkse column schreef, op. De Coster betaalde Devisch een schadevergoeding van 600 euro, en kreeg van de rechtbank in 2010 opschorting van straf.
De Coster heeft ondertussen een wekelijkse column in De Morgen, de grootste concurrent van De Standaard.

## Gelijke rechten
In 2020 richtte ze de sekte van Saskia op waarbij enkel vrouwen konden in toetreden. Hoewel het als statement was bedoeld had het initiatief veel weerklank.

## Trivia
- De Coster speelt bewust met haar naam, en varieert tussen de Nederlandse vorm met kleine d en de Belgische officiële notatie met hoofdletter D. In een interview stelde ze: “Dat is een spelletje dat ik speel. De ene keer schrijf ik mijn naam met een grote D, de andere keer met een kleine d. Als je dat lang genoeg doet, weet niemand meer hoe het juist moet.”[4]
- De Coster heeft zelf de cover ontworpen van haar zesde roman Wij en ik.
- Om haar roman Wij en ik te promoten startte De Coster het “Project 397”. Elke dag leest de schrijfster op haar website één bladzijde voor uit het 397 bladzijden tellende Wij en ik, telkens met een andere achtergrond.
- In februari 2023 liet ze zich als performance The Author is Present een maand in een glazen ruimte in het KMSKA opsluiten om te werken aan haar laatste boek.[2]

- Bibliothèque nationale de France: cb144909582 (data)
- Digitale Bibliotheek voor de Nederlandse Letteren: cost072
- Gemeinsame Normdatei: 173700268
- International Standard Name Identifier: 0000 0000 7842 4090
- Library of Congress Control Number: n2002049231
- MusicBrainz: be0228c9-12ae-46ea-b809-cd16a2d44972
- Nationale Bibliotheek van Tsjechië: xx0084440
- Nederlandse Thesaurus van Auteursnamen: 217989837
- Système universitaire de documentation: 083232486
- Virtual International Authority File: 85858775
- WorldCat: E39PBJqbpG46G66xvfrXj6bKh3